# Gurren Lagann
Gurren Lagann (яп. 天元突破グレンラガン, Тенґен Топпа Ґурен Раґан) — японське 27-серійне меха-аніме, режисера Імаіші Хіроюкі та сценариста Кадзукі Накасіми, створене студією GAINAX та спродюсоване спільно компаніями Aniplex і Konami. Транслювалося на TV Tokyo з 1 квітня по 30 вересня 2007 року. Аніме виграло ряд премій на Tokyo International Anime Fair, Animation Kobe, Japan Media Arts Festivals.
Аніме було доповнене манґою та двома повнометражними фільмами, що повторюють його сюжет. Також вийшли супутні відеоігри.
Це аніме отримало широке визнання за візуальний стиль, сюжет і характери персонажів. Деякі критики розглядали його як ідейну протилежність до «Євангеліона», створеного раніше тією ж студією.

## Сюжет

### Передісторія
Подіям серіалу передує довга історія його вигаданого всесвіту, яка розкривається впродовж епізодів. Фундаментальна сила в ньому — спіральна енергія, яку створює здатність до розмноження та розвитку. Всі живі істоти, але особливо людиноподібні, володіють нею. Одна з високорозвинених цивілізацій минулого виявила згубність безмежного розвитку для всесвіту. Принісши свій власний розвиток в жертву, вона обмежила свою популяцію життям на одній планеті. Окрім самопожертвування ця цивілізація стала обмежувати розвиток інших цивілізацій, за що була названа Антиспіраллю.
Земля в своєму розвитку зіткнулася з Антиспіраллю. Для боротьби з нею були створені спіральні лицарі — пілоти людиноподібних бойових машин ґанменів. Ґанмен може функціонувати як від електричної енергії, так і від спіральної (носієм та джерелом якої є пілот) — в цьому випадку можливості ґанмена істотно збільшуються. В ході боротьби земляни, які і численні інші цивілізації, програли. Їм було дозволено жити під поверхнею Землі за умови, що їхня чисельність не перевищить 1 млн осіб. Один з лицарів, Лорд Геном, взявся підтримувати чисельність в цих межах і створив звіролюдей, не здатних до розмноження, але придатних для різної роботи. За століття часи польотів у космос і навіть існування світу поза підземеллями забулися. Однак прагнення до розвитку лишилося в людей і спонукало деяких сміливців вибратися на поверхню в пошуках нового.

### Події серіалу
В одному з підземних поселень живуть головні герої: старанний тихий підліток Сімон та розбишака Каміна. Каміна різними способами прагне вийти на поверхню, що засуджує старійшина поселення. Одного разу Сімон знаходить в шахті первинний бур (свого роду завідний ключ) та маленького ґанмена, якого Каміна назвав Лаґанном. Раптово, в село проламується ґанмен з поверхні. Вслід за ґанменом в підземелля падає дівчина-снайпер Йоко. За допомогою первинного бура Сімон активує Лаґанна і трійця головних героїв проганяє нападника й вибирається на поверхню.
Сімон і Каміна довідуються, що поверхня населена звіролюдьми, якими править Лорд Геном, інакше відомий як Спіральний Король. Саме він загнав людей у підземелля і не випускає їх нагору. Каміна ставить собі на меті відшукати зниклого батька, котрий колись вирушив на поверхню, і скинути Лорда Генома. Сімон з Йоко приєднуються до нього, але скоро розуміють наскільки сильна його армія. Каміна добуває собі власного ґанмена, Ґуррена. Їх об'єднання отримує назву Ґуррен-Лаґанн. Постійним противником команди стає звіролюдина і майстерний мечник Вірал. В пошуках Лорда Генома Сімон знаходить капсулу з дівчиною Нією, яка виявляється дочкою Спірального Короля, викинутою ним з палацу. В одному з підземних поселень до них приєднується юний Россіу.
Герої долають генералів Спірального Короля одного за одним, об'єднуючи людей і звіролюдей проти його тиранії. Зібрана армія добуває все нову зброю і союзників, але Каміна гине в бою, ставши зразком сміливості та завзяття для Сімона.
Врешті Сімон веде друзів на штурм палацу Лорда Генома, який виявляється величезним ґанменом. Воля Сімона до перемоги і справедливості надзвичайно збільшує його спіральну енергію. Він долає Спірального Короля у двобої, але той наостанок попереджає, що Сімон прирік всіх на загибель. Він стверджує, що коли людей стане мільйон, на них чекає загибель, що прийде з неба.
Друга частина серіалу починається через 5 років після перемоги над Спіральним Королем. Дорослий Сімон входить до ради, яка керує містом, де люди і звіролюди живуть разом. Місто має високі технології і процвітає, але Сімон разом з Россіу зайнятий рутиною. Він пробує зблизитися з Нією, але без значних успіхів. Тим часом народжується мільйонна людина і цієї ж митті прилади фіксують, що Місяць сходить з орбіти, загрожуючи впасти на Землю. Над містом виникають невідомі машини, які атакують населення і навіть новітні ґанмени не в змозі їм протистояти. Сімон очолює атаку на них в Ґуррен-Лаґанн і знищує нападників, однак машини вибухають, завдавши величезних руйнувань. Россіу віддає Сімона під суд і засуджує до страти, щоб вгамувати бунти, і Сімон втрачає довіру народу.
Невідома сила захоплює Нію та оголошує через неї, що прагне безмежного відчаю і загибелі землян. Тим часом Россіу організовує евакуацію з Землі на космічному кораблі, який був схований під палацом Лорда Генома. Решту обіцяє сховати у підземеллях, але Сімон розкриває, що падіння Місяця зробить Землю непридатною для життя і обіцянки покликані лише зменшити паніку. Сімону вдається зібрати колишніх друзів і добути старі ґанмени, які працюють однаково на спіральній енергії та електриці. Вони пробиваються до Місяця, але їх зупиняє Нія.
Сімону вдається переконати Нію не коритися невідомій силі та відступити. Місяць виявляється величезним механізмом, замаскованим під небесне тіло. При з'єднанні з Ґуррен-Лаґанном він набуває своєї справжньої форми — флагмана землян «Соборна Земля». Землю врятовано, але Сімон розуміє, що ворог надзвичайно сильний і Нія досі в нього. «Соборна Земля» з набраним екіпажем вирушає в глибини космосу на пошуки ворога і дівчини.
Герої натрапляють на ворогів, Антиспіраль, від імені яких виступає Антиспіральник. Він пояснює, що розвиток і розмноження життя руйнує всесвіт і тому Антиспіраль придушує їх задля продовження існування всесвіту. Сімон намагається переконати його у протилежному, та Антиспіраль виставляє свої аргументи. Антиспіральник поміщує Сімона та інших до світу ілюзій, де кожен бачить здійснення своїх мрій, позбавляючи їх прагнення боротися і розвиватися, та думає, що переміг.
Сімону вдається пересилити ілюзії та звільнити від них друзів. Вони летять за Антиспіральником до його рідного виміру. Там Сімон знаходить Нію і всі разом виступають проти Антиспіралі та Антиспіральника зокрема. Спільна спіральна енергія перетворює Сімона та всіх, хто вирушив з ним, на істот космічних масштабів. Вони борються проти Антиспіральника серед галактик і зрештою долають його. Це звільняє всі цивілізації, що були під гнітом Антиспіралі, а екіпаж «Соборної Землі» повертається додому.
На Землі Сімон святкує весілля з Нією, але не підтримувана тепер Антиспіраллю, вона розпадається, встигши попрощатися з Сімоном. Той, набравшись у своїх пригодах стійкості і мудрості, оголошує перед присутніми, що знав про це. Він каже, що привів людей до перемоги, але вести їх у мирному житті — не його шлях. Сімон вирушає у мандри, щоб розповідати іншим про те як важливо постійно розвиватися і не здаватися перед труднощами.

## Головні персонажі

Початковий склад Ґуррен-Дану (зліва направо): старий Коко, Кінон, Кіял, Кійон, Даякка, Йоко, Сімон, Каміна, Лірон, Кіттан, Росіу, Ґіммі, Даррі

Сімон (яп. シモン, Shimon)
Сейю: Какіхара Тецуя
Головний протагоніст «Ґуррен Лаґанна», 14-річний землекоп із підземного селища Джіха. Дружить із Каміною, прямує за ним у його прагненні потрапити на поверхню, а потім відвоювати її. Саме він знаходить ключ-бур та Лаґанна, що й запускає ланцюжок подальших подій. Разом із Каміною, шляхом злиття, утворює Ґуррен Лаґанн.
Каміна (яп. カミナ)
Сейю: Кацуюкі Конісі
Рішучий і впевнений у собі юнак, який понад усе прагне потрапити на поверхню, яку бачив у дитинстві. Надихає Сімона та інших людей на боротьбу зі звіролюдьми. Засновник і лідер Ґуррен-Дану.
Йоко (яп. ヨーコ・リットナー, Yōko Rittonā)
Сейю: Іноуе Маріна
Приваблива та хоробра дівчина, здатна перемогти ґанмена з однією гвинтівкою, адже є найкращим снайпером поселення Ріттона. Допомагає Сімону та Каміні вибратися на поверхню. Незабаром закохується у Каміну.

## Виробництво
«Ґуррен Лаґанн» вперше анонсовано у липні 2006 року. За створення серіалу взявся режисер Хіроюкі Імаші, шанувальник жанру меха, який раніше працював над анімацією «Євангеліону». Після роботи над «Re: Cutie Honey» разом із Казукі Накасімою, Імаїші призначив його сценаристом. Імаїші завершив писати основну сюжетну лінію задовго до завершення, що полегшило роботу персоналу над епізодами. За словами голови компанії Gainax Hiroyuki Yamaga, ця серія тривалий час планувала етапи.
Сценарист Кадзукі Накасіма посилається на Кена Ішікаву, творця «Getter Robo», як на одного з тих, хто став джерелом впливу на «Ґуррена Лаґанна». «Ґуррен Лаґанн» наслідує «Getter Robo», все збільшуючи масштаби роботів до завершення серіалу. Однак Накасіма завершує історію «Ґуррен Лаґанну» в більш розумних межах. На аніме також вплинули попередні творіння Gainax, зокрема, на розвиток особистості протагоніста Сімона, яка проходить три стадії еволюції впродовж трьох сюжетних арок серіалу.

## Перелік епізодів
| Номер | Назва | Дата оригінального показу |
| --- | --- | ------------------------- |
| 1 | Пробий своїм буром небеса! «Omae no Doriru de Ten o Tsuke!» (お前のドリルで天を突け!)                          | 1 квітня 2007             |
| У підземному селі Дзіха люди живуть із постійною загрозою землетрусів. Розбишака Каміна невдало намагається вибратися на поверхню та потрапляє до в'язниці. Його молодший друг Сімон, копаючи тунель, знаходить ключ у вигляді бура та невеликого меха. Він визволяє Каміну, щоб показати йому свою знахідку. Каміна й Сімон стають свідками обвалу, спричиненого велетенським механізмом із поверхні — ґанменом. Слідом за ґанменом у підземелля потрапляє дівчина Йоко. Сімон активує знайденого меха ключем і разом з Каміною допомагає Йоко перемогти ґанмена. Вони вибираються на поверхню, де бачать мальовничий захід сонця.                                                                            | |                           |
| 2 | А я сказав, що пілотуватиму цю штуку!! «Ore ga Norutte Itten da!!» (俺が乗るって言ってんだ!!)                  | 8 квітня 2007             |
| З мехом, який вони назвали Лаґанном, Каміна, Сімон і Йоко вирушають у рідне селище останньої, Літтнер. Його більш технологічно розвинені жителі проганяють двох ґанменів, які йшли слідом. Каміна та Сімон починають протистояти іншим ґанменам, які перешкоджають жителям підземних поселень вийти на поверхню. Прогнавши з одного ґанмена його пілота, звіролюдину, Каміна посідає його місце та називає трофейного ґанмена Ґурреном. Каміна знаходить скелет свого батька, що роками раніше вибрався на поверхню. | |                           |
| 3 | Ти за кого себе маєш, маючи дві пики!? «Kao ga Futatsu tā Namaiki na!!» (顔が2つたぁナマイキな!!)              | 15 квітня 2007            |
| Каміна, Сімон і Йоко, зголоднівши, вирушають на пошуки харчів. Проте в ході полювання стикаються з Віралом, сильною звіролюдиною з потужним ґанменом. Щоб перемогти ворога, Сімон і Каміна виконують злиття своїх ґанменів, утворивши Ґуррен-Лаґанн — сильніший, ніж його складові частини разом. Вірал відступає, але обіцяє помститись. | |                           |
| 4 | Якщо багато пик, то крутий!? «Kao ga Ōkerya Erai no ka?» (顔が多けりゃ偉いのか?)                               | 22 квітня 2007            |
| Щоб битися зі звіролюдьми та їхніми ґанменами, команда, названа Ґуррен-Дан, вирушає з села Літтнер, щоб атакувати можливий пункт збору ґанменів. По дорозі вони зустрічають ексцентричних Чорних Братів і Сестер, які сприймають їх за звіролюдей. Потім Ґуррен-Лаґанну доводиться боротись проти групи малих ґанменів, які вміють об'єднуватись у одного великого. | |                           |
| 5 | Мені цього не збагнути! «Ore ni wa Sappari Wakaranē!» (俺にはさっぱりわからねぇ!)                              | 29 квітня 2007            |
| Ґуррен-Дан потрапляє у підземне релігійне селище, де люди поклоняються старому ґанмену та живуть, не збільшуючи чисельності своєї громади. За звичаєм, вони позбуваються «зайвого» населення. Каміна на ґрунті цього конфліктує зі старійшиною селища і перемагає його в дуелі. До команди приєднуються Россіу та двоє дітей, Ґіммі та Даррі, щоб звільнити місце для новонароджених у селищі. | |                           |
| 6 | Усе приховане має бути з'ясоване!! «Temeera Zen'in Yuatari Shiyagare!!» (てめえら全員湯あたりしやがれ!!)       | 6 травня 2007             |
| Ґуррен-Дан продовжує рух до точки збору ґанменів. Але невелика зупинка, щоб перепочити на курорті з термальними водами, виявляється пасткою. Власниця курорту — це звіролюдка, що захоплює дівчат за допомогою стискуваного одягу, аби продати їх у столицю. Ґуррен-Лаґанн долає її ґанмена. Після перемоги з'являється Вірал. | |                           |
| 7 | І це зробиш ти!! «Sore wa Omae ga Yarun da yo!» (それはお前がやるんだよ!)                                      | 13 травня 2007            |
| На допомогу Віралу прибуває Тимілф, один з Чотирьох Божественних Генералів Спірального Короля, ведучи крокуючу фортецю ґанменів, Дай-Ґанзан. Скориставшись нагодою здобути велику перемогу, Каміна та Саймон пілотують Ґуррен-Лаґанн, незважаючи на, здавалося б, перевагу суперника. | |                           |
| 8 | Бувай, братан «Abayo, Dachikō» (あばよ、ダチ公)                                                                | 20 травня 2007            |
| Тимчасово зупинивши Вірала та Тимілфа в останній сутичці, Команда Ґуррен-Дан та їхні новоприбулі союзники перероблюють захоплений Дай-Ґанзан на Дай-Ґуррен, і завдають рішучого удару по ґанменах. Під час великої битви Каміна отримує смертельну рану, пронизаний ворожим списом. Останні сили він віддає для вирішальної атаки та надихає Сімона словами. | |                           |
| 9 | Що таке людина? «Hitotte Ittai Nan desu ka?» (ヒトっていったい何ですか?)                                       | 27 травня 2007            |
| Звіролюди доповідають Спіральному Королеві про становище і обіцяють перемогти людей. Команді Дай-Ґуррена вдалося захопити ворожу фортецю. Оплакавши Каміну, Сімон помічає в долині таємничі капсулу. Всередині Сімон знаходить дівчина на ім'я Нія, але їхнє знайомство переривається, коли з'являється ґанмен із кінським обличчям. Їх рятує учасник Ґуррен-Дану, Кітан. Нія розповідає, що батько позбувся її, коли вона спитала про своє призначення. | |                           |
| 10 | Братан — це хто? «Anikitte Ittai Dare desu ka?» (アニキっていったい誰ですか?)                                  | 3 червня 2007             |
| Генерал Адіана планує контратаку. Нія дізнається про роль Каміни в непередбачуваній поведінці Сімона й дає йому кілька порад, що викликає гнів недовірливої Йоко. В команді відбувається розкол, коли Адіана повертається, щоб завершити свою відкладену атаку. Вона розповідає, що Нія — це дочка Спірального Короля. Потім Адіана б'є Вірала за невдачу в бою. | |                           |
| 11 | Сімоне, прибери руки «Shimon, Te o Dokete» (シモン、手をどけて)                                                | 10 червня 2007            |
| Команда Дай-Ґуррена потрапляє в пастку, влаштовану третім членом Чотирьох Божественних Генералів, Гуаме. Команду беруть у полон і утримують під землею в очікуванні страти. Під час копання шляху для втечі Сімон нарешті розуміє останні слова Каміни, звернені до нього, і після розмови з Гуаме, Нія дізнається, що її батько, Спіральний Король Лорд Геном, викинув її як недосконалий експеримент. Вона просить поховати інших принцес, викинутих до неї, і задумується про мету свого життя. | |                           |
| 12 | Йоко, зробиш мені послугу? «Yōko-san, Onegai ga Arimasu» (ヨーコさん、お願いがあります)                        | 17 червня 2007            |
| Дорогою до Теппеліна, столиці звіролюдей, Команда Дай-Ґуррен натикається на океан і мусить переобладнати Дай-Ґуррена для плавання. Поки решта групи грається на пляжі, Йоко починає непокоїтися через увагу, яку від усіх отримує Нія. Після завершення приготування Команда Дай-Ґуррена розпочинає плавання, не підозрюючи про засідку, яку влаштовують Адіан та Вірал. Ґуррен-Лаґанн перемагає їхнього ґанмена у формі морського змія. | |                           |
| 13 | Панове, налітайте на їжу! «Mina-san, Ta~n to Meshiagare» (みなさん、た〜んと召し上がれ)                        | 24 червня 2007            |
| Намагаючись зробити свій внесок у команду Дай-Ґуррена, Нія вирішує стати кухаркою. Але якраз перед тим, як команда збиралася скуштувати її страви, Цитомандер, четвертий член Божественних Генералів, розпочинає повітряну атаку на Дай-Ґуррен. Сімон очолює контратаку, цього разу в супроводі Йоко, яка замінює хворого Россіу. | |                           |
| 14 | Вітаю вас, друзі «Mina-san, Gokigen'yō» (皆さん、ごきげんよう)                                                 | 1 липня 2007              |
| Нарешті, команда Дай-Гуррена прибуває на околиці Теппеліна, але перш ніж націлитися на місто, їм доведеться зіткнутися з об'єднаною повномасштабною атакою сил Цитомандера та Гуаме. Нія дає пораду як подолати створене звіролюдьми торнадо на підході до столиці. | |                           |
| 15 | Я зустріну своє завтра «Watashi wa Ashita e Mukaimasu» (私は明日へ向います)                                    | 8 липня 2007              |
| Останній з Божественних Генералів програє, і місто Теппелін руйнується, коли його центральна вежа виявляється величезним ґанменом, пілотованим Спіральним Королем. Сімон і Нія намагаються проникнути всередину ґанмена, щоб зустрітися зі Спіральним Королем особисто. Дай-Ґуррен доставляє їх усередину й лишається без енергії. Спіральний Король відмовляє Вірала від бою, кажучи, що він стане не воїном, а літописцем його перемоги. Спіральний Король наполягає, що він рятує людей, і входить у власного ґанмена Разенґана. Він майже перемагає, але Сімон з останніх сил пронизує Спірального Короля. Той наостанок попереджає, що світ опиниться в небезпеці, коли популяція людей досягне мільйона. | |                           |
| 16 | Епізод-збірка «Sōshūhen» (総集片)                                                                              | 15 липня 2007             |
| Кліп-шоу, що переказує події попередніх епізодів. | |                           |
| 17 | Нічого ти не знаєш! «Anata wa Nani mo Wakatte Inai» (あなたは何も分かっていない)                               | 22 липня 2007             |
| Після перемоги над Спіральним Королем протягом наступних семи років жителі підземних селищ вибираються на поверхню та вчаться жити разом із звіролюдьми. Будується мегаполіс Камінаполь, де обидва види мирно співіснують. Ґуррен-Дан став урядом і займається рутинними справами. Сімон роздумує над попередженням Спірального Короля і розуміє, що воно справджується, коли народжується мільйонна людина. Вірал очолює групу ґанменів, які захищають тих людей, які не захотіли переселитися на поверхню. Росіу тим часом створив біокомп'ютер на основі голови Спірального Короля та користується ним для здійснення загадкового проєкту.                                                                  | |                           |
| 18 | Відкрий мені таємниці цього світу «Kikasete Morauzo Kono Sekai no Nazo o» (聞かせてもらうぞこの世界の謎を)     | 29 липня 2007             |
| Нію захоплює невідома сила, звана Антиспіраллю, та оголошує через неї, що населення Землі підлягає винищенню за перевищення чисельності. Над містом з'являються НЛО муґан, що атакує все довкола. Вони виявляються невразливі до зброї нових ґанменів, але їхні щити слабкі проти атак старих. Перемога Сімона виявляється недовгою, коли знищений ним муґан розпадається, спричиняючи масштабні руйнування. Россіу таємно працює на великим проєктом під землею. | |                           |
| 19 | Ми мусимо вижити будь-якою ціною «Ikinokorun da Donna Shudan o Tsukatte mo» (生き残るんだどんな手段を使っても) | 5 серпня 2007             |
| Щоб заспокоїти громадськість, Россіу покладає вину за руйнування на Сімона та заарештовує його. Але коли Антиспіраль розпочинають наступну масштабну атаку на місто, у нього не залишається іншого вибору, окрім як дозволити Сімону вступити в бій, пілотуючи Ґуррен-Лаґанн, замінований як запобіжний захід. | |                           |
| 20 | Скільки ще Бог випробовуватиме нас? «Kami wa Doko Made Bokura o Tamesu» (神はどこまで僕らを試す)               | 12 серпня 2007            |
| Сімон зустрічає у в'язниці Вірала. Тим часом розкривається, що Місяць загрожує впасти на Землю. Россіу пропонує громадянам Камінаполю повернутися під землю, щоб пережити катаклізм. Але Сімон дізнається, що насправді шансів вижити немає. Россіу планує врятувати декілька тисяч осіб на космічному кораблі Арк-Ґуррен, що належав Спіральному Королю та схований під столицею. | |                           |
| 21 | Ти — хтось, хто повинен вижити «Anata wa Ikinokorubeki Hito da» (あなたは生き残るべき人だ)                     | 19 серпня 2007            |
| Роком раніше Йоко починає працювати вчителькою на острові, поки не дізнається про ситуацію в столиці та повертається, щоб звільнити Сімона з в'язниці. Їй також доводиться протистояти групі звіролюдей-мародерів. Знову возз'єднавшись, Сімон та члени команди Дай-Ґуррена пілотують своїх ґанменів, щоб захистити Арк-Ґуррен від ворожих сил. Вірал стає другим пілотом Ґуррен-Лаґанна. | |                           |
| 22 | Це мій останній обов’язок «Sore ga Boku no Saigo no Gimu da» (それが僕の最後の義務だ)                          | 26 серпня 2007            |
| Ґуррен-Лаґанн та Арк-Ґуррен об'єднуються, утворюючи масивний Арк-Ґуррен-Лаґанн. Керуючи ним, Сімон виявляє, що Місяць — це штучний об'єкт. Перед ним з'являється Нія, перешкоджаючи зупинити падіння Місяця. Сімон закликає її пересилити контроль Антиспіралі, і вона відступає, чим Арк-Ґуррен-Лаґанн і користується, зупиняючи падіння Місяця. | |                           |
| 23 | Вперед, це остання битва «Ikuzo Saigo no Tatakai da» (行くぞ 最後の戦いだ)                                     | 2 вересня 2007            |
| Члени команди Дай-Ґуррена готуються до неминучої війни проти Антиспіралі, але Россіу зник. Однак, коли Кінон розповідає Сімону про його справжній намір, обидва починають відчайдушно шукати Россіу. Вони дізнаються, що Місяць — це величезний космічний корабель, тоді як справжній Місяць прихований у кишеньковому всесвіті. Повернувши справжній Місяць, герої планують відшукати домівку Антиспіралі. | |                           |
| 24 | Я ніколи не забуду цю мить «Wasureru Mono ka Kono Ippun Ichibyō o» (忘れるものか この一分一秒を)               | 9 вересня 2007            |
| Керуючись почуттями Сімона та Нії одне до одного, Команда Дай-Ґуррена знаходить місце перебування Нії далеко в космосі. Але дорогою вони потрапляють у пастку «рідкого простору», де їхній корабель починає тонути. | |                           |
| 25 | Я виконаю твою останню волю! «Omae no Ishi wa Uketotta!» (お前の遺志は受け取った!)                             | 16 вересня 2007           |
| Команда Дай-Ґуррена безуспішно намагається вирватися з «океану відчаю», створеного Антиспіраллю. Незамінний член Команди жертвує собою, щоб врятувати інших, знищивши пристрій, який утримує океан. | |                           |
| 26 | Ходімо, братан «Ikuze Dachikō» (行くぜ ダチ公)                                                                 | 23 вересня 2007           |
| Після злиття з кораблем Лорда Генома та перетворення на Супергалактичного Ґуррен-Лаґанна, Сімон та його друзі успішно відбиваються від ворога. Посланець Антиспіралі пояснює їм, що прагнення до розвитку, властиве всім живим істотам, генерує «спіральну енергію», яка загрожує знищити всесвіт. Тому в минулому жителі однієї планети присвятили себе зупинці будь-якого розвитку, ставши Антиспіраллю. Посланець ув'язнює героїв у світі їхніх мрій і вважає, що переміг. | |                           |
| 27 | Усі ці вогні на небі — зорі «Ten no Hikari wa Subete Hoshi» (天の光はすべて星)                                 | 30 вересня 2007           |
| Сімон і Нія возз'єднуються, долають пастку ілюзій і звільняють своїх друзів. Команда Дай-Ґуррена використовує свою об'єднану спіральну енергію, щоб створити Тенґен Топпа Ґуррен-Лаґанна розміром з галактику, та вступити в останній бій проти Антиспіралі. До героїв приєднується тимчасово оживлений їхньою силою Лорд Геном. Антиспіраль зазнає поразки і всі народи всесвіту знову стають вільними розвиватися. Без підтримки Антиспіралі, однак, Нія гине. Пам'ятаючи про загрозу спіральної енергії, герої обіцяють одне одному знайти інше рішення. За якийсь час Сімон, який став мандрівником, зустрічає хлопчика, якому розповідає про перспективи, які чекають його у звільненому всесвіті.        | |                           |

## Супутня продукція

### Відео
- Parallel Works — серія пародійних музичних відео виробництва Gainax. З 15 липня 2008 по 14 вересня 2008 року вийшло 16 епізодів, кожен тривалістю 3 хв.[8]
- Gurren Lagann the Movie: Childhood's End — повнометражний анімаційний фільм 2008 року, який переказує події серіалу з 1 по 11 епізоди[9].
- Gurren Lagann The Movie: The Lights in the Sky are Stars — повнометражний анімаційний фільм 2009 року, який переказує події серіалу з 12 по 27 епізоди[10]

### Відеоігри
- Tengen Toppa Gurren Lagann Chōzetsu Hakkutsu — онлайнова відеогра, бета-тестування якої проводилося в квітні 2007 року. В ній потрібно було шукати скарби, бурячи тунелі. Розробка гри припинилася через непередбачену несумісність із Windows[11][12].
- Tengen Toppa Gurren Lagann — відеогра для Nintendo DS, симулятор меха 2007 року[13].
- Gurren Lagann — гра для автоматів патінко 2016 року[14].

## Сприйняття
«Ґуррен Лаґанн» отримав широке схвалення критиків з моменту виходу. Серіал має 100 % схвальних рецензій на Rotten Tomatoes, консенсус критиків повідомляє: «Ця підземна витівка спалахує на екрані блискучою анімацією, харизматичними персонажами та підривним сценарієм, створюючи гумористичне видовище, яке може оцінити будь-який знавець аніме». Серіал неодноразово опинявся в переліку найкращих аніме.
Гільєрмо Куртен на CBR похвалив дизайн мехів, характери персонажів, неординарний світ з дедалі вищими ставками, та позитивний, надихаючий настрій. Критик зазначив — плавна анімація та вигадливий дизайн мехів роблять перегляд кожної сцени задоволенням. Персонажам часто доводиться стикатися з втратами, депресією, невдачами, але зрештою вони лишаються рішучими перед обличчям випробувань та негараздів. На початку серіалу головним героям нема чого втрачати, та їхній світ розширюється і ставки буквально досягають галактичного рівня, що робить перегляд ще більш захопливим.
Росс Локслі на UK Anime Network зробив висновок, що «Ґуррен Лаґанн» використовує найкращі риси з інших меха-аніме (особливо «Ґандам SEED», «FLCL» і «Nadesico»), поєднуючи їх із гротескним, здебільшого комічним виглядом мехів, що робить йог самобутнім.
Ганс Цюй розглядав на Film School Rejects «Ґуррен Лаґанн» як полемічний твір щодо «Євангеліона». Головні героїв обох — це на початку невпевнені хлопці-підлітки, які отримують у користування пілотовані людиноподібні механізми. Та на відміну від глибоко інтроспективного та відносно реалістичного «Євангеліона», «Ґуррен Лаґанн» химерний та експресивний. Сімон переживає кризу втрати друга та пізніше — довіри народу, виходячи з проблем напористо й життєствердно. Також критик підкреслив, що «Ґуррен Лаґанн» від початку створювався за чітким планом, тоді як «Євангеліон» залежав від щотижневих рейтингів на телебаченні, що призвело до його сумнозвісного низькобюджетного фіналу.
Slash Film також сприйняли «Ґуррен Лаґанн» як духовну антитезу «Євангеліону». У той час як «Євангеліон» зацікавлений у деконструкції жанру меха (його герой сором'язливий і з низькою самооцінкою та поганим батьком), «Ґуррен Лаґанн» прославляє притаманну жанру абсурдність ідеї гігантських бойових роботів, додаючи фарсу. Сімон, які Шінджі, переживає горе, проте знаходить батьківську постать у особі Каміни та підтримку від друзів, і набирається мужності, щоб долати проблеми.
Згідно зі Screen Rant, повнометражні фільми не просто переказують ту саму історію, а поглиблюють персонажів, а фінал у «Gurren Lagann The Movie: The Lights in the Sky are Stars» більш видовищний, ніж у серіалі, й показує особистий внесок кожного героя в фінальній битві.